# 切込焼

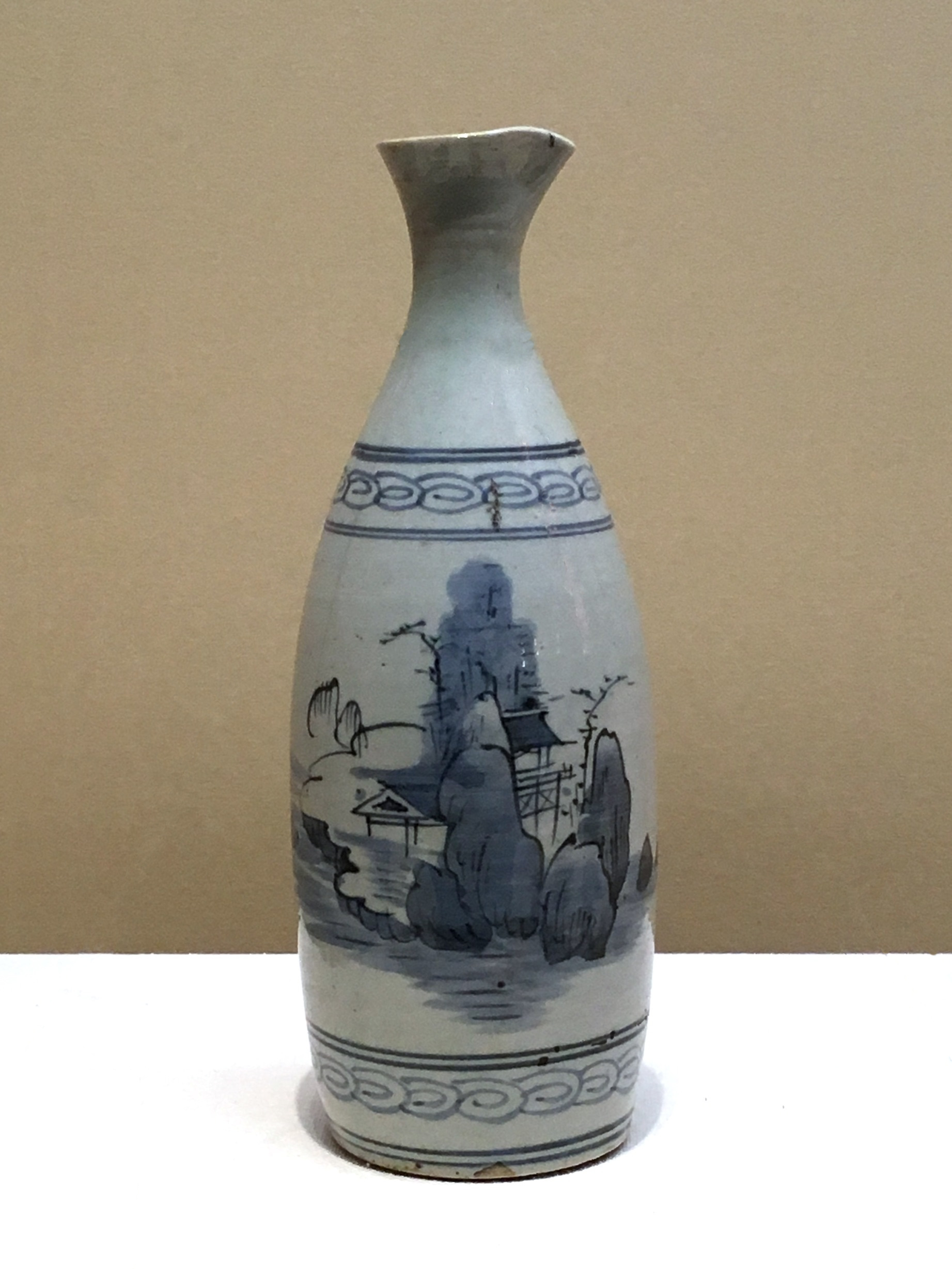
染付楼閣山水図徳利 江戸時代後期 愛知県陶磁美術館蔵

切込焼（きりごめやき）は、宮城県加美郡加美町の焼き物。

## 歴史
切込焼は伊万里焼の技術を導入した焼き物だが、詳しい草創は未だ不明である。紀年銘最古の資料となる「染付石榴文湯呑茶碗」は天保6年（1835年）の作である。伊達藩に献上する御用品と日用品の雑瀬戸の2種類があった。
型式組成やモチーフの違いなどから、純白の生地などが特徴の第I期（天保元年～天保11年頃）、瑠璃釉が出現した第II期（具体的な時期不明）、灰色がかった胎土などが特徴の第III期（万延元年～明治3年）に分けられる。
切込焼は明治10年代に一度廃窯になった。その後、1920年（大正9年）に地元の実業家、岩渕丈之助、沼田秀平らの手によって再興を試みるが、失敗。1990年に宮崎町が町興しの一環事業として、伝統的な切込焼の復興が行われるようになった。